# Grimsay
Ne doit pas être confondu avec Graemsay ou Grímsey.
Grimsay (en gaélique écossais : Griomasaigh) est une île du Royaume-Uni située en Écosse dans l'archipel des Hébrides extérieures.